# Władysława Stola
Władysława Jadwiga Stola (ur. 15 czerwca 1931 w Młodzawach Dużych, zm. 28 stycznia 2018) – polska geograf, profesor nauk o Ziemi.

## Życiorys
Władysława Stola urodziła się w 1931. Zajmowała się z badaniem wiejskich obszarów na terenie Polski i Europy. Posiadała stopień doktora habilitowanego, a 15 listopada 1997 otrzymała tytuł naukowy profesora nauk o Ziemi. Była członkiem Komitetu Zagospodarowania Ziem Górskich PAN. Pracowała w Instytucie Geografii i Przestrzennego Zagospodarowania im. S. Leszczyckiego Polskiej Akademii Nauk.

## Odznaczenia
- Medal Polskiego Towarzystwa Geograficznego[1]
- Złoty Krzyż Zasługi[1]
- Nagroda Sekretarza Naukowego PAN[4]